# George Ellis
George Francis Rayner Ellis (ur. 11 sierpnia 1939 w Johannesburgu) – południowoafrykański naukowiec: fizyk teoretyczny i matematyczny, a także filozof nauki i działacz społeczny; profesor matematyki stosowanej na Uniwersytecie Kapsztadzkim (RPA). Laureat Nagrody Templetona z 2004 roku.
Specjalności Ellisa to teoria względności i grawitacja, w tym kosmologia teoretyczna. Autor ok. 500 artykułów naukowych i kilku książek, w tym – wspólnie ze Stephenem Hawkingiem – The Large Scale Structure of Space-Time; aktywny popularyzator zagadnień leżących na pograniczu nauki i religii.

## Poglądy
Ellis krytykował niektóre spekulacje fizyków jak teorie strun i hipotezy Wieloświata, a także popularną wśród naukowców filozofię redukcjonizmu. Bronił też koncepcji wolnej woli, odwołując się do przyczynowości w rozumieniu Arystotelesa. Określał się jako kwakier.

## Publikacje

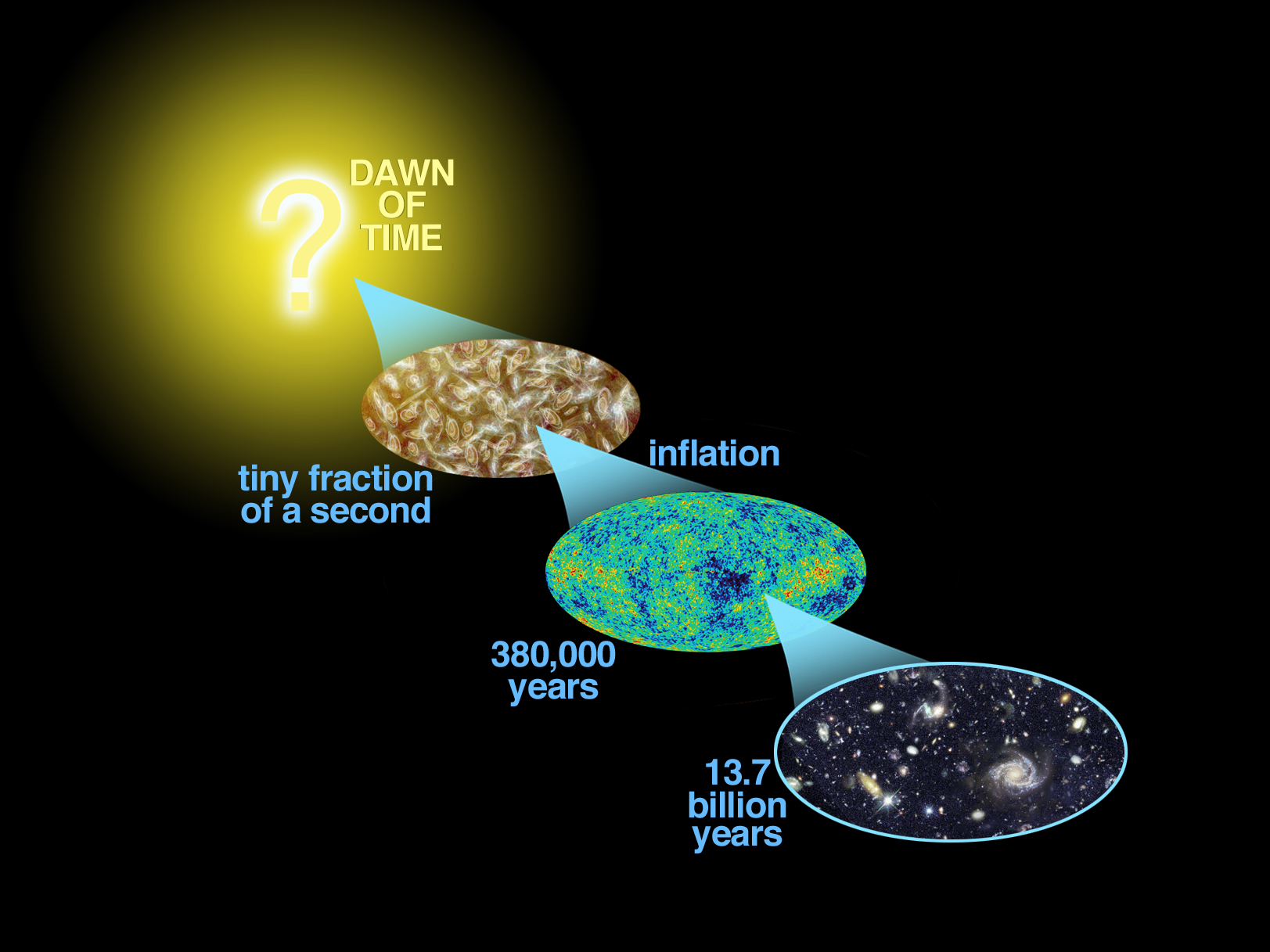
Krótka historia Kosmosu (zobacz – The Legacy of Einstein)

G. Ellis opublikował  ok. 500 artykułów (w tym liczne w najbardziej prestiżowych czasopismach, tj. Nature), np.:
- Cosmological perturbations and the physical meaning of gauge-invariant variables (1992)[7]
- The case for an open Universe (1994)[8]
- Cosmological models (1998)[9]
- APS Schwarzschild black hole lensing (2000)[10]
- Schwarzschild black hole lensing (2000)[11]
- Gravitational lensing by naked singularities (2002)[12]
- The Emergent Universe: inflationary cosmology with no singularity; Classical and Quantum Gravity (2004)[13]
- Physics, complexity and causality (2005)[14]